# 西岡周一郎
西岡 周一郎（にしおか しゅういちろう）は、日本の元外交官。三菱商事の会社員を経て、2013年（平成25年）9月11日から2016年（平成28年）12月20日までマラウイ駐箚特命全権大使。

## 経歴・人物
山口県出身。1977年（昭和52年）慶應義塾大学商学部を卒業し、三菱商事に入社した。2010年（平成22年）4月、ブカレスト駐在事務所長兼ソフィア駐在事務所長を経て、2013年（平成25年）9月11日からマラウイ駐箚特命全権大使。民間から同様に北原隆（三井物産）がセネガル兼ガンビア兼ギニアビサウ大使に、津田慎悟（丸紅）がカタール大使に起用された。
2016年（平成28年）退官。